# Pier Marino Sormani
Pier Marino Sormani (Niguarda, 24 ottobre 1632 – Vigevano, 12 agosto 1702) è stato un vescovo cattolico italiano.

## Biografia
Pier Marino Sormani nacque a Milano dalla nobile famiglia patrizia dei Sormani.
Intrapresa la carriera ecclesiastica, divenne frate francescano e nel suo ordine fece presto carriera divenendo priore generale dell'ordine della Lombardia. Fu anche 100º custode di Terra Santa.
Eletto vescovo di Vigevano l'11 ottobre 1688, compì la propria prima visita pastorale nella diocesi già nel 1691. Occupandosi attivamente del ministero spirituale vigevanese, iniziò in città la costruzione di un nuovo seminario che volle erigere a proprie spese, presso il giardino dell'episcopato, in un luogo precedentemente occupato da un monastero di clarisse, facendovi costruire anche l'attigua chiesa di sant'Anna.
Aggiunse al capitolo cattedrale altri due cappellani, che per l'occasione presero appunto il nome di Cappellani Marini, di modo da aumentare il numero dei sacerdoti presenti.
Morì a Vigevano il 12 agosto 1702 e venne sepolto nella cappella di San Carlo del Duomo cittadino.

## Genealogia episcopale
La genealogia episcopale è:
- Arcivescovo Filippo Archinto
- Papa Pio IV
- Cardinale Giovanni Antonio Serbelloni
- Cardinale Carlo Borromeo
- Cardinale Ottavio Paravicini
- Cardinale Giambattista Leni
- Cardinale Giulio Roma
- Arcivescovo Martino Alfieri
- Cardinale Francesco Maria Machiavelli
- Papa Innocenzo XI
- Vescovo Pier Marino Sormani